# Pierre-Antoine Mougin
Pour les articles homonymes, voir Mougin.
Pierre-Antoine Mougin, né le 22 novembre 1735 à Charquemont, Doubs, et mort le 22 août 1816, à Grand'Combe-des-Bois, était un prêtre et un astronome français. 
Tout en étant prêtre à Grand'Combe-des-Bois, il s'adonne à l'astronomie et devient un des correspondants de Lalande membre de l'Académie des sciences.

## Biographie
Il fit ses études au collège des Jésuites de Besançon jusqu'en juillet 1753.
Il est nommé vicaire en 1761 à Grand'Combe-des-Bois, puis est nommé vicaire en chef une année plus tard (à la mort de l'abbé Bouhélier).
Il correspond dès 1766 avec Joseph Jérôme Lefrançois de Lalande et lui envoie ses observations et ses calculs. Celui-ci lui fournit en retour un grand télescope et divers instruments nécessaires à ses observations depuis Grand'Combe-des-Bois. Ses observations sont réalisées depuis son presbytère. Au dernier étage de cette grande maison, il s'est construit son petit observatoire dans une pièce donnant sur petit un balcon en bois. L'éclipse de soleil du 19 janvier 1787, qu'on n'avait pas pu voir à Paris, fut observée par l'abbé Mougin depuis son presbytère. Il rédigea à ce sujet un article dans le Journal des savants. 
On doit à Pierre-Antoine Mougin un écrit sur la construction de lunettes astronomiques, ainsi que le mentionne le bibliothécaire Charles Weiss. 
En 1790, il est élu Député du Doubs mais refusa ce poste. Il dut se cacher vers la fin de l'année 1793 dans le canton de Neuchâtel. Il reprit ses observations en 1798, lorsqu'il fut à nouveau autorisé à revenir sur le territoire national (ceci est confirmé par une lettre du ministre François de Neufchâteau datée du 25 prairial an VII). Il continua d'envoyer ses résultats à Lalande.
Nommé par l'archevêque Claude Le Coz, il retrouva sa chaire à la cure de Grand'Combe-des-Bois en 1803, sur sollicitation de Lalande. Il prêta serment le 30 germinal an IX, entre les mains du préfet du département du Doubs.
Le 7 août 1814, deux ans avant sa mort, il obtint, pour la première fois, une distinction honorifique : Louis XVIII le décora de la fleur de lys.
La plupart des instruments astronomiques de l'abbé Mougin ont été rachetés par le pasteur Régnier, des Planchettes.